# Le undicimila verghe
Le undicimila verghe o gli amori di un ospodaro (Les Onze Mille Verges) è  un romanzo erotico di Guillaume Apollinaire del 1907.
Il titolo gioca provocatoriamente con l'assonanza che esiste nella lingua francese tra verge ("verga") e vierge ("vergine"), con un rimando alle leggendarie "undicimila vergini" che avrebbero accompagnato Sant'Orsola al martirio.
Scandaloso per l'efferatezza dei fatti raccontati, dove non è difficile trovare l'influenza della letteratura libertina settecentesca, con de Sade in testa. Non manca nulla: ipersessualità, pederastia, sodomia, lesbismo, onanismo, voyeurismo, feticismo, sadomasochismo, pedofilia, gerontofilia, zoofilia, coprofilia, necrofilia, orge, stupri e omicidi. Il tutto condito in salsa rabelaisiana, ovvero in modo volutamente esagerato, ironico e grottesco.
Nel 2011 la casa editrice franco-belga Drugstore ha pubblicato una nuova edizione de Les Onze Mille Verges con illustrazioni del fumettista italiano Tanino Liberatore.

## Trama
Primi del Novecento. La ricerca sfrenata del piacere conduce il principe Mony Vibescu, hospodar ereditario di Romania, da Bucarest a Parigi. Qui conosce Alexine e Culculine, con le quali intrattiene inizialmente un ménage à trois, poi allargato a più persone, ovvero chiunque capiti loro, per esempio: un cocchiere, una guardia, una coppia di scassinatori. Uno di questi, il ladro Cornaboeux, promosso dal principe al rango di cameriere personale, accompagna Mony nel suo ritorno a Bucarest, dove è stato richiamato per raccogliere l'eredità del suo intimo amico il viceconsole di Serbia. Durante il viaggio i due si rendono protagonisti di orge e omicidi sull'Orient Express. Giunti a Bucarest e ritirata l'eredità del viceconsole, Mony e il suo compare vengono invitati ad una riunione segreta di congiurati che si prefiggono di assassinare il re di Serbia Alessandro I Obrenović per sostituirlo con Pietro Karađorđević. Mony e Cornaboeux partecipano volentieri all'orgia che si svolge durante questa seduta segreta, ma non attivamente all'attentato.
In seguito scoppia la guerra russo-giapponese e il principe Vibescu viene arruolato come tenente nell'armata del generale russo Kuropatkin, ma viene fatto prigioniero durante l'assedio di Port Arthur e condannato a morte mediante fustigazione. Da qui il titolo dell'opera: il condannato dovrà infatti ricevere una vergata da ogni uomo appartenente all'armata giapponese di stanza a Port Arthur, che conta undicimila unità (come lui stesso aveva profetizzato, che avrebbe dovuto deflorare le undicimila vergini o finire sotto le undicimila verghe). Prima dell'esecuzione gli viene concesso di deflorare una ragazzina rumena di dodici anni - una prigioniera di guerra che ha offerto la sua verginità a un compatriota condannato a morte - cui il principe, non avendo più nulla da perdere, dopo aver avuto con lei dei rapporti sessuali, cava gli occhi prima di strangolarla. Al duemillesimo colpo di verga spira dissanguato. Dopo undicimila colpi, del principe non rimane altro che un ammasso informe simile a carne da salsiccia, salvo la testa che i giapponesi, per rispetto, lasciano intonsa. 
In suo onore, gli amici e compagni di avventure erotiche Cornaboeux, Culculine e Alexine fanno erigere un monumento funebre equestre marmoreo. Le due donne si concedono a un giornalista francese prigioniero che compone un epitaffio e in seguito ai giapponesi che consentono loro l'erezione della statua sul terreno della Manciuria; Vibescu diventa una sorta di eroe leggendario per i cinesi manciù. Il principe Mony Vibescu è ritratto come un eroe e protettore delle arti, a cavallo e in diversi medaglioni sul basamento.